# Daniel Ducarme
Pour les articles homonymes, voir Ducarme.
Daniel Ducarme, né le 8 mars 1954 à Liège et mort le 28 août 2010 à Bruxelles,, est un homme politique belge .

## Carrière politique

### Niveau local
De 1988 à 2000, il est bourgmestre libéral de Thuin, en Province de Hainaut, il déménage ensuite à Schaerbeek, en Région de Bruxelles-Capitale, afin de pouvoir s'y présenter aux élections communales de 2000 : il est élu conseiller communal, mandat dont il est démissionne en 2004, à la suite de ses démêlés fiscaux.

### Niveau national

#### Mandats de parlementaire
- Député fédéral du 8 novembre 1981 au 24 juillet 1984, du 13 octobre 1985 au 24 novembre 1991 et du 24 novembre 1991 au 21 mai 1995. À l'époque, les députés fédéraux wallons étaient également membres du Conseil régional wallon et du Conseil de la Communauté française.
- Membre du Conseil régional wallon du 21 mai 1995 au 13 juin 1999. Membre du Conseil de la Communauté française du 13 juin 1995 au 13 juin 1999.
- Député au Parlement européen du 24 juillet 1984 au 12 novembre 1985, puis du 20 juillet 1999 au 4 juin 2003 lorsqu'il prend fonction de ministre de la Culture de la Communauté française de Belgique

#### Portefeuilles ministériels
- Ministre wallon de l'Environnement et de l'Agriculture de 1985 à 1987.
- Nommé en juin 2003 ministre-président du gouvernement de la Région de Bruxelles-Capitale, ce qui provoque une polémique avec les partis flamands, l'intéressé ne maîtrisant pas du tout le néerlandais, une des deux langues officielles dans cette région. Le 6 juin 2003 il devient également ministre de la Culture de la Communauté française de Belgique.

## Mandats internes à son parti
Il accède à la présidence du Parti réformateur libéral en 1999, de la Fédération PRL-FDF-MCC en 2001 puis, en 2002, du nouveau MR pour lequel il avait proposé la dénomination de Parti démocrate.

## Élections communales en 2006
Début 2006, Daniel Ducarme fait son grand retour après trois sombres années d'exil, ponctuées de démêlés fiscaux, de dépression et d'un cancer de la prostate. Il annonce la création d’un groupe de réflexion au sein du MR : énergies réformatrices (dans lequel son fils, Lucas Ducarme, s'investit pour le soutenir). Daniel Ducarme désire se porter candidat lors des élections communales à Schaerbeek, mais la section MR de cette commune de Bruxelles ne peut l'accueillir sur la liste arguant qu'il s'était déjà présenté à Schaerbeek puis qu'il avait ostensiblement quitté la commune. Il annonce le 9 février 2006 au Comité directeur de l'association libérale de Schaerbeek qu'il renonce à poser sa candidature. Daniel Ducarme laisse entendre qu'il n'excluait pas de soutenir une liste de rassemblement des énergies réformatrices (RER) dans la commune. Ce rassemblement ne semble pas prendre ni auprès des mandataires locaux, ni du côté de l'opinion publique. Finalement, on apprend qu'il ne se présentera pas aux élections communales de Schaerbeek sur cette liste concurrençant les candidats officiels du MR alliés au FDF. Le président du MR, Didier Reynders serait également intervenu en ce sens. Il obtiendra une petite compensation en tant que chargé de mission du parti libéral pour les Belges de l'étranger, en vue notamment des futures élections législatives.

## Démêlés fiscaux
Daniel Ducarme démissionne en 2004 de ses mandats, ministériel et communal (mais redevient député fédéral), à la suite de la révélation dans le quotidien Vers l'Avenir d'un arriéré d'impôts s'étalant sur plusieurs années fiscales, celui-ci n'ayant pas produit de déclarations. En janvier 2006, lors de sa rentrée politique, « s'il conteste la somme annoncée à l’époque de 265 000 euros pour un redressement fiscal datant de 1999, il admet le montant depuis remboursé à l'administration fiscale, d’un peu plus de 100 000 euros. ». En mai 2010, il annonce qu'il ne sera plus candidat à sa réélection comme député.

## Honneur
- Grand Officier de l'Ordre de Léopold[4].